# Дубовицкий, Фёдор Иванович
Фёдор Иванович Дубовицкий (7 [20] февраля 1907, село Вишневое, Тамбовская губерния — 16 февраля 1999, Черноголовка, Московская область) — советский и российский физикохимик, член-корреспондент РАН (1991; член-корреспондент АН СССР с 1979). Дважды лауреат Государственной премии СССР (1970, 1986). Лауреат премии Совета Министров СССР (1981).

## Биография
Родился в семье крестьян. Отец - Иван про него практически ничего не известно; умер в 1916 год..Учился в сельской школе в 1917-1921 годах, потом учился в Староюрьевской гимназии. Туда его отвезла Синцерова Вера Павловна (1891-1986) - его классный руководитель. Затем в 1923 году Точилин Дмитрий Ильич (умер в 1952) (директор гимназии учитель по физике и математики) увёз класс Дубовицкого в районную школу в город Козловск, там о учился вплоть до 1926. Затем (с 1926 по январь 1931)учился в Воронежском государственном университете  .
Был учеником и помощником Нобелевского лауреата по химии Николая Семёнова. Познакомился с ним в 1930, когда Николай Николаевич отправил письмо на кафедру физики в Воронежском университете. Тогда Семёнов начал организовывать Ленинградский Химико- физический институт, как раз по этому и собирал молодых учёных
В 1951—1952 годах был директором Московского физико-технического института. Много лет был заведующим кафедрой физики горения и взрыва на факультете молекулярной и химической физики МФТИ.
В 1956 стал первым уполномоченным Академии наук по Научному центру в Черноголовке (Московская область), создававшемуся по инициативе и под руководством академика Семёнова. Руководил (с 1956) строительством филиала Института химической физики и посёлка при нём (ныне наукоград Черноголовка).
Автор исследований в области химической кинетики, теории горения и взрыва.
В последние годы — советник при дирекции Института химической физики.
Автор книги "К истории Института химической физики" (1977 год). Была издана типографией филиала малым тиражом в 50 экземпляров.
Автор книги «Институт химической физики. (Очерки истории)» (1996)и "О прошлом" (автобиографический очерк) (1993) Является дополненной версией книги об истории института 1977 года.
К своему 90-летию удостоен ордена «За заслуги перед Отечеством» IV степени (20 февраля 1997).
Скончался, нескольких дней не дожив до 92-летия. Похоронен на кладбище в Макарово.

## Память
- Улица Фёдора Дубовицкого в Москве в районе Северный (названа в октябре 2016 года).
- Площадь имени Ф. И. Дубовицкого в Черноголовке (Московская область).
- Памятник Н. Н. Семёнову и Ф. И. Дубовицкому в Черноголовке (Московская область), построенный весной 2016. Открыт в июне того же года.